# Newbury Abbot Trent

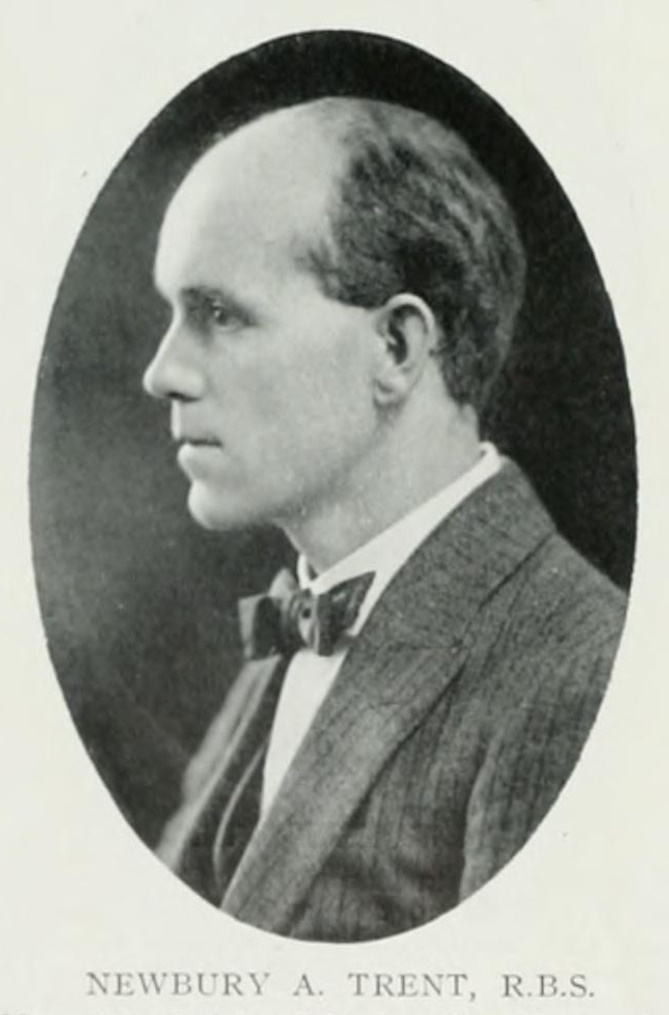
Porträt von Newbury A. Trent, aus Notable Londoners (1922), London: London Publishing Agency, Seite 18

Newbury Abbot Trent (* 14. Oktober 1885 in Forest Gate, Essex; † 2. August 1953 in London) war ein englischer Bildhauer und Medailleur. Bekannt wurde er durch zahlreiche Kriegerdenkmäler in Großbritannien sowie durch Architekturreliefs und Skulpturen im öffentlichen Raum.

## Leben

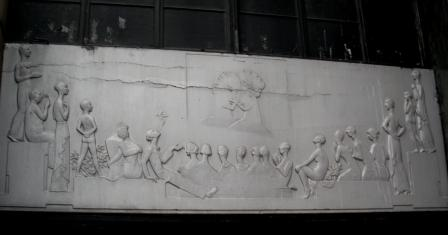
Relief an der Seite des Apollo Victoria Theatre von Newbury Abbot Trent

Newbury Abbot Trent wurde als eines von elf Kindern des Konstrukteurs und Schiffsausrüsters Walter F. Trent geboren. Im Alter von etwa elf Jahren wurde er von dem Maler und Kurator Thomas Armstrong entdeckt, als dieser ihn im South Kensington Museum (heute Victoria and Albert Museum) beim Zeichnen beobachtete. Armstrong, dessen eigener Sohn kurz zuvor verstorben war, erkannte Trents Talent und adoptierte ihn, um ihn künstlerisch zu fördern. Trent begann seine Ausbildung an der West Ham School of Art und erhielt 1894 ein Stipendium für das Royal College of Art, wo er fünf Jahre studierte. Ab 1900 setzte er sein Studium an den Royal Academy Schools fort. Er heiratete Phyllis Hilda Ledward, Tochter des Bildhauers Richard Arthur Ledward und Schwester des Bildhauers Gilbert Ledward. Das Paar hatte zwei Töchter, Margaret und Jennifer (1917–2002), die beide Architektur studierten. Newbury Abbot Trent stellte regelmäßig in renommierten Institutionen aus, darunter die Royal Academy, die Royal West of England Academy und das Royal Glasgow Institute of the Fine Arts. Trent arbeitete sein Leben lang in seinem Atelier in der Beaufort Street in Chelsea, London. Er starb am 2. August 1953 und wurde im Putney Vale Crematorium eingeäschert.

## Werk
Newbury Abbot Trents Werk umfasst zahlreiche Skulpturen, Reliefs und Medaillen. Besonders bekannt ist er für seine Kriegerdenkmäler, die er zwischen 1917 und 1929 schuf. Dazu gehören:
- das Beckenham War Memorial (1921) mit Reliefs von St. Georg und einem Phönix
- das Ilford Kriegerdenkmal (1922) mit einer Soldatenfigur unter einem keltischen Kreuz
- das Wanstead Kriegerdenkmal (1922)
- das Wallsend Kriegerdenkmal (1925)

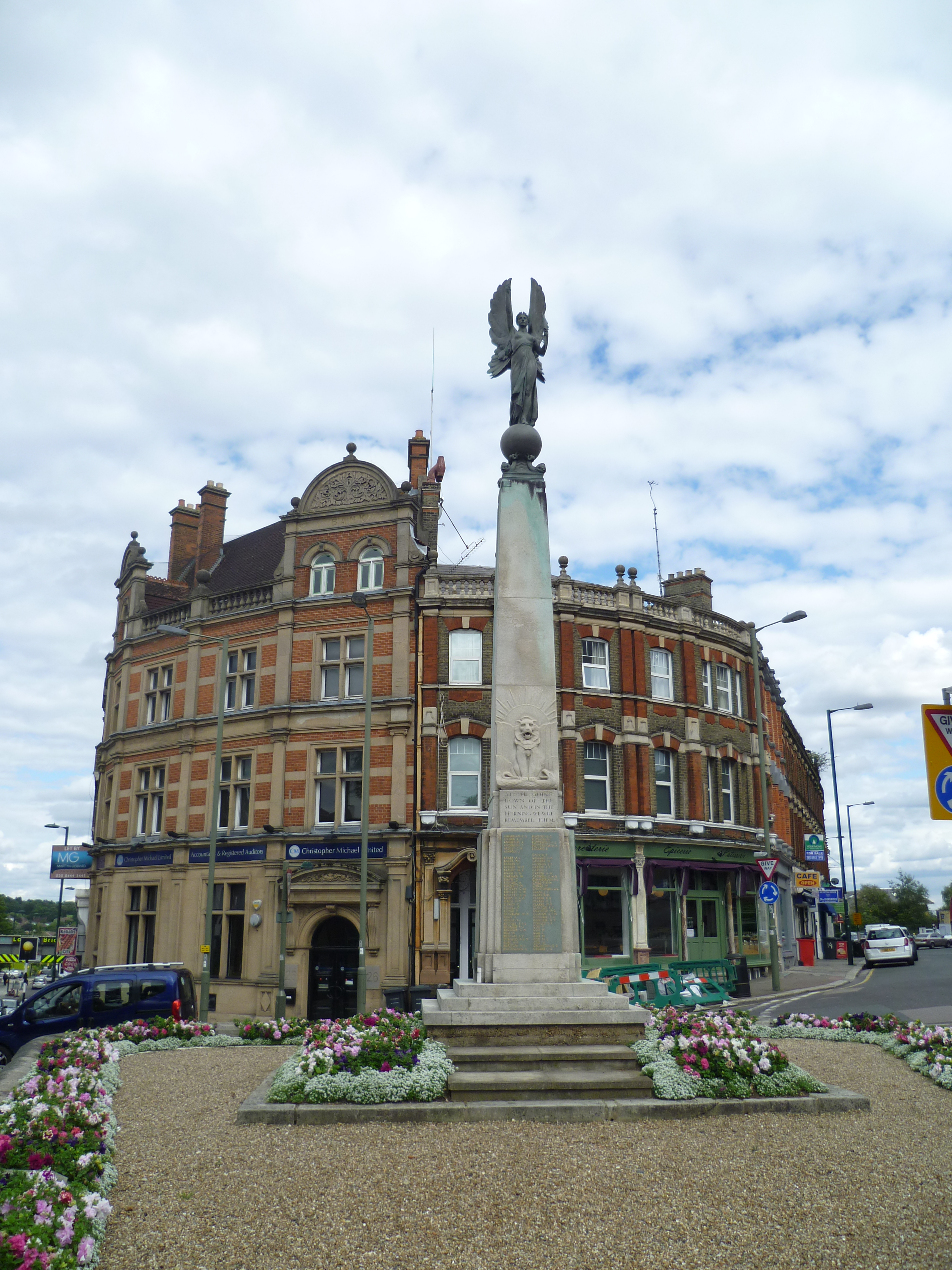
New Barnet Kriegsdenkmal

Ein weiteres bedeutendes Werk ist das Edward VII Memorial, auch bekannt als „Peace Statue“, in Brighton and Hove. Die Bronzeskulptur wurde 1912 enthüllt und stellt einen Engel als Symbol des Friedens dar. Newbury Abbot Trent war auch an der künstlerischen Gestaltung von Kinos beteiligt, insbesondere für die Gaumont-Kette. Beispiele sind:
- Reliefs am Gaumont Cinema in der King's Road in Chelsea, die Szenen aus der Entwicklung des Films darstellen
- Skulpturen am Gaumont Palace Theatre in Taunton, darunter ein Relief mit einer Meerjungfrau und einem Kind.